# Big Girls Don't Cry (Fergie)
Big Girls Don't Cry è il quarto singolo estratto dall'album di debutto di Fergie, The Dutchess. Fergie ha cantato la canzone nel programma televisivo American Idol e successivamente, insieme a Glamorous, al concerto dedicato alla memoria della Principessa Diana. Questo è il singolo di Fergie che ha avuto maggior successo nel mondo raggiungendo la prima posizione in otto paesi e raggiungendo la top 10 nei restanti paesi del mondo.
Big Girls Don't Cry è stata anche cantata da Rachel Berry (Lea Michele), Kurt Hummel (Chris Colfer) e Blaine Anderson (Darren Criss) nell'episodio 19 Prom-Asaurus della terza stagione di Glee.

## Controversia
Dopo la scrittura della canzone, Fergie e il suo management constatarono che la canzone non rispecchiava il tema dell'album e decise di non registrare la canzone. Tuttavia il management si accorse che la canzone era molto buona così decise di vendere la canzone a qualunque casa discografica che fosse interessata. Così fu venduta alla Bad boy Records che si accorse del successo annunciato che aveva tra le mani e assicurò Fergie che la canzone sarebbe stata registrata e sarebbe anche uscita come singolo. Tuttavia Fergie, quando ascoltò la versione finale della registrazione, cambiò idea (anche per la profondità della canzone) e inserì la canzone nel suo album, senza avvisare la Bad Boy Records. La casa discografica non fu molto contenta della cosa e pensò di citare in giudizio la cantante. Ma essendo Fergie la scrittrice della canzone e quindi essendone proprietaria nessuna azione legale poteva essere fatta contro di lei.

## Il video
Il video di Big Girls Don't Cry, vede come protagonista la stessa Fergie, e come suo fidanzato l'attore Milo Ventimiglia. Comincia con la cantante che si dirige verso un garage, dove all'interno trova la sua band, con la quale comincia a cantare dopo essersi messa seduta su una sedia.
Si possono vedere delle scene in cui lei si abbraccia con il fidanzato nel letto oppure lei mentre ritira i panni con una faccia molto triste.
Il video termina con Fergie che va via con una valigia dalla casa del ragazzo, molto delusa da lui in quanto lo ha scoperto mentre comprava droga da alcuni amici. Nel video Fergie, indossa abiti Candie's, di cui era la testimonial.

## Remix
Il 9 ottobre 2007 è stato pubblicato su l'iTunes Store Giapponese il remix di Big Girls Don't Cry, intitolato Big Girls Don't Cry (Remix).
La canzone è in collaborazione con Sean Kingston.

## Informazioni
Il video di Big Girls Don't Cry entrò in produzione il 30 marzo 2007, ma la première avvenne solo il 10 maggio di quell'anno. Nel video il fidanzato di Fergie è interpretato dall'attore americano Milo Ventimiglia, già noto per il suo ruolo in Una mamma per amica e per aver interpretato il figlio di Rocky Balboa nell'omonimo film, ma soprattutto per il nuovo telefilm dell'Nbc Heroes.

## Classifiche
| Classifica (2007)          | Posizione massima |
| -------------------------- | ----------------- |
| Australia                  | 1                 |
| Austria                    | 1                 |
| Billboard Canadian Hot 100 | 1                 |
| Paesi Bassi                | 3                 |
| Francia                    | 11                |
| Germania                   | 6                 |
| America Latina             | 2                 |
| Irlanda                    | 1                 |
| Italia                     | 38                |
| Nuova Zelanda              | 1                 |
| Norvegia                   | 1                 |
| Slovacchia                 | 1                 |
| Svezia                     | 4                 |
| Svizzera                   | 3                 |
| Regno Unito                | 2                 |
| Stati Uniti                | 1                 |
| Stati Uniti (Pop)          | 1                 |
| Ungheria                   | 1                 |